# 「の」の法則
「の」の法則（ののほうそく）は、宮崎駿の監督した映画に関する法則。

## 概要
宮崎駿が監督した映画作品について、そのタイトルの共通点を指摘した法則である。日本テレビ放送網の映画プロデューサーとして、スタジオジブリ作品で製作担当などを務めた奥田誠治が提唱した。宮崎の監督作品のタイトルには「の」の字が入っていることが多く、これがヒットの秘訣であるという。また、高畑勲の監督作品の場合は、タイトルに「ほ」の字が入るとのことである。ただ、宮崎自身は「の」の字を入れることには全くこだわっておらず、『もののけ姫』も当初は『アシタカ𦻙記』と命名するよう主張していた。短編映画においては多くの作品に「の」の字が含まれておらず、長編映画においても『風立ちぬ』のように「の」の字を含まない作品が存在する。
なお、奥田が「宮崎監督の作品には必ず『の』という字が入っていて」と述べているように、この法則の趣旨は、宮崎監督作品のタイトルの共通点を指摘したものである。しかし、「スタジオジブリの作品には『“の”の法則』があると言われています。それは、タイトルに『の』が入れば大ヒットになるという法則」といったように、アニメ映画は「の」の字を入れればヒットする、という趣旨で用いられる例もある。

## 映画作品の一覧
※ 太字は長編作品。
| 宮崎駿が監督した映画作品                                                | 宮崎駿が監督した映画作品 | 宮崎駿が監督した映画作品                                         |
| タイトル                                                                | 公開年                   | 主要スタッフ（原作・脚本・監督のみ記載）                         |
| ----------------------------------------------------------------------- | ------------------------ | ---------------------------------------------------------------- |
| ルパン三世 カリオストロの城                                             | 1979年                   | モンキー・パンチ原作、宮崎駿・山崎晴哉脚本、宮崎駿監督           |
| 未来少年コナン 巨大機ギガントの復活                                     | 1984年                   | アレグザンダー・ケイ原作、中野顕彰脚本、宮崎駿監督               |
| 風の谷のナウシカ                                                        | 1984年                   | 宮崎駿原作・脚本・監督                                           |
| 名探偵ホームズ 青い紅玉の巻／海底の財宝の巻                             | 1984年                   | アーサー・コナン・ドイル原作、片渕須直脚本、宮崎駿監督           |
| 天空の城ラピュタ                                                        | 1986年                   | 宮崎駿原作・脚本・監督                                           |
| 名探偵ホームズ ミセス・ハドソン人質事件の巻／ドーバー海峡の大空中戦の巻 | 1986年                   | アーサー・コナン・ドイル原作、片渕須直脚本、宮崎駿監督           |
| となりのトトロ                                                          | 1988年                   | 宮崎駿原作・脚本・監督                                           |
| 魔女の宅急便                                                            | 1989年                   | 角野栄子原作、宮崎駿脚本・監督                                   |
| 紅の豚                                                                  | 1992年                   | 宮崎駿原作・脚本・監督                                           |
| On Your Mark                                                            | 1995年                   | 宮崎駿監督                                                       |
| もののけ姫                                                              | 1997年                   | 宮崎駿原作・脚本・監督                                           |
| 千と千尋の神隠し                                                        | 2001年                   | 宮崎駿原作・脚本・監督                                           |
| フィルムぐるぐる                                                        | 2001年                   | 宮崎駿監督                                                       |
| くじらとり                                                              | 2001年                   | 中川李枝子・大村百合子原作、宮崎駿脚本・監督                     |
| コロの大さんぽ                                                          | 2002年                   | 宮崎駿原作・脚本・監督                                           |
| めいとこねこバス                                                        | 2002年                   | 宮崎駿原作・脚本・監督                                           |
| 空想の空飛ぶ機械達                                                      | 2002年                   | 宮崎駿原作・脚本・監督                                           |
| ハウルの動く城                                                          | 2004年                   | ダイアナ・ウィン・ジョーンズ原作、宮崎駿脚本・監督               |
| 水グモもんもん                                                          | 2006年                   | 宮崎駿原作・脚本・監督                                           |
| 星をかった日                                                            | 2006年                   | 井上直久原作、宮崎駿脚本・監督                                   |
| やどさがし                                                              | 2006年                   | 宮崎駿原作・脚本・監督                                           |
| 崖の上のポニョ                                                          | 2008年                   | 宮崎駿原作・脚本・監督                                           |
| ルパン三世 1st.TVシリーズ                                               | 2009年                   | モンキー・パンチ原作、宮田雪・小山俊一郎脚本、高畑勲・宮崎駿監督 |
| パン種とタマゴ姫                                                        | 2010年                   | 宮崎駿原作・脚本・監督                                           |
| 風立ちぬ                                                                | 2013年                   | 宮崎駿原作・脚本・監督                                           |
| 毛虫のボロ                                                              | 2018年                   | 宮崎駿原作・脚本・監督                                           |
| 君たちはどう生きるか                                                    | 2023年                   | 宮崎駿原作・脚本・監督                                           |